# Naaktwangbabbelaar
De naaktwangbabbelaar (Turdoides gymnogenys) is een zangvogel uit de familie Leiothrichidae.

## Verspreiding en leefgebied
Deze soort komt voor in het zuidwesten van Afrika en telt twee ondersoorten:
- T. g. gymnogenys: zuidwestelijk Angola.
- T. g. kaokensis: noordwestelijk Namibië.

## Status
De grootte van de populatie is niet gekwantificeerd maar de soort wordt omschreven als schaars tot plaatselijk algemeen. Op de Rode lijst van de IUCN heeft deze soort de status niet bedreigd.